# Пресна
Пресна — река в России, протекает в городском округе Бор Нижегородской области. 
Устье реки находится в 38 км по левому берегу реки Везлома. Длина реки составляет 14 км.
Исток реки находится около посёлка Керженец в 25 км к северо-востоку от центра города Бор. Исток реки теряется в системе мелиоративных канав вокруг посёлка. Течёт на запад по лесному массиву, впадает в Везлому выше деревни Высоково.

## Данные водного реестра
По данным государственного водного реестра России относится к Верхневолжскому бассейновому округу, водохозяйственный участок реки — Волга от устья реки Ока до Чебоксарского гидроузла (Чебоксарское водохранилище), без рек Сура и Ветлуга, речной подбассейн реки — Волга от впадения Оки до Куйбышевского водохранилища (без бассейна Суры). Речной бассейн реки — (Верхняя) Волга до Куйбышевского водохранилища (без бассейна Оки).
По данным геоинформационной системы водохозяйственного районирования территории РФ, подготовленной Федеральным агентством водных ресурсов:
- Код водного объекта в государственном водном реестре — 08010400312110000034134
- Код по гидрологической изученности (ГИ) — 110003413
- Код бассейна — 08.01.04.003
- Номер тома по ГИ — 10
- Выпуск по ГИ — 0